# Échange (sport)
Dans le sport professionnel, un échange désigne un transfert réciproque de contrats de joueurs entre plusieurs clubs d'une même ligue sportive. Un échange implique généralement deux clubs, mais parfois davantage. Selon les ligues, des choix de repêchage peuvent aussi être échangés.

## Description
Tout joueur sous contrat avec un club peut être échangé à un autre, en échange d'un ou plusieurs autres joueurs, ou d'une somme d'argent. Il n'y a pas de limite au nombre de joueurs qui peuvent changer de club dans une telle transaction, et parfois plus de deux clubs sont impliqués.
Un joueur n'a pas droit de veto s'il est échangé d'une équipe à une autre. Il doit se rapporter à son nouveau club, que cela lui plaise ou non, sous peine de suspension ou de poursuites. Les termes (financiers et autres) de son contrat sont transférés au nouveau club. Une clause de non échange (voir plus bas) peut procurer au sportif un certain contrôle sur sa destinée.
Il arrive que des sommes d'argent additionnelles changent de main lors d'un échange de joueurs. Par exemple, si un des joueurs échangés possède un contrat plus onéreux, il est possible que l'équipe qui s'en départit accepte de défrayer une partie des coûts avant de céder le contrat à l'autre club.

## Date limite des échanges
La date limite des échanges, parfois appelée moins justement date limite des transactions, est une date au-delà de laquelle les équipes d'une ligue sportive donnée ne sont plus autorisées à transiger entre elles. Ce terme est surtout employé dans le sport professionnel en Amérique du Nord.
Les jours et les semaines précédant la date limite des échanges sont riches en spéculations et en rumeurs, alors qu'il est entendu que les clubs moins compétitifs profiteront de l'occasion pour échanger certains joueurs, parfois plus notables, à des équipes compétitives qui se trouvent au plus fort de la lutte pour un championnat ou une qualification en séries éliminatoires. Cette situation peut créer une surenchère et assurer au club prêt à se départir de certains joueurs un meilleur pouvoir de négociation, donc un retour plus avantageux en cas d'échange.
La Ligue majeure de baseball (MLB) et la Ligue nationale de football (NFL) autorisent les échanges après la date limite, mais les joueurs ainsi transférés deviennent inéligbles pour les séries éliminatoires.
Dans la NFL, la date limite des transactions est depuis 2012 fixée vers la fin octobre, toujours entre la 8e et la 9e semaine de la saison régulière. Une date limite a été fixée pour la première fois en 1935, quinze ans après la création du circuit, et elle interdisait les échanges après la 5e semaine d'une saison de 12 matchs. La limite passe à la 3e semaine d'activité en 1941, puis à la 5e en 1962. Lorsque la National Football League et l'American Football League (AFL) fusionnent en 1970 pour créer la NFL telle qu'on la connaît aujourd'hui, la date limite des transactions est fixée entre la 6e et la 7e semaine de jeu, où elle demeure pendant 42 ans.
Dans la Ligue majeure de baseball, la date limite des échanges est le 31 juillet de chaque année. Il est possible de transiger par la suite mais des obstacles s'ajoutent, comme l'obligation de soumettre les joueurs au ballottage avant de procéder à l'échange. Les joueurs obtenus après le 31 août ne sont pas éligibles pour jouer en séries éliminatoires. L'ouverture de la période des agents libres, après la conclusion de la Série mondiale à la fin octobre ou au début novembre, abolit la plupart des restrictions sur les échanges jusqu'au 31 juillet suivant. Une des rares qui demeure est l'interdiction de mettre sous contrat un agent libre durant l'hiver et de l'échanger avant l'ouverture de la saison suivante, à la fin mars ou au début avril.
La date limite des échanges dans la National Basketball Association (NBA) est le 16e mardi de chaque saison (habituellement en février) à 3 h, heure de l'Est.
La date limite des échanges dans la Ligue nationale de hockey (LNH) est habituellement fixée au dernier lundi de février, à l'exception des années où la saison est interrompue pour permettre aux joueurs de participer aux Jeux olympiques d'hiver.

## Clause de non échange
Les clauses de non échange est une exception négociée par un joueur au moment d'accepter un contrat avec un club. Les termes peuvent différer selon les ententes et selon les règlements respectifs de chaque ligue sportive, mais il s'agit généralement d'une pratique qui permet au joueur d'avoir un certain droit de regard sur le club auquel il sera transféré. Il a ainsi la liberté de bloquer un échange l'impliquant. Dans la majorité des cas, le joueur acceptera de lever sa clause de non échange et laissera la transaction se dérouler, mais il existe des exemples de joueurs ayant refusé des transactions. Souvent, les termes d'une clause de non échange, par exemple la liste des clubs auxquels le joueur refuserait d'être échangé, ne sont pas discutés publiquement.
Cette clause est fréquemment demandée par des joueurs vedettes, dont la réputation confère un meilleur pouvoir de négociation. Les clubs, en revanche, sont généralement peu enclins à les offrir, car ceci leur complique la tâche lorsqu'ils désirent se débarrasser d'un mauvais contrat en échangeant le joueur. Certaines équipes ont d'ailleurs comme politique de ne jamais donner de clause de non échange à quiconque.
De tels arrangements sont autorisés dans la plupart des ligues sportives nord-américaines, comme la National Football League, la Ligue majeure de baseball, la National Basketball Association, la Ligue nationale de hockey et en Major League Soccer.